# Dasychira brunneipicta
Dasychira brunneipicta är en fjärilsart som beskrevs av Collenette 1932. Dasychira brunneipicta ingår i släktet Dasychira och familjen tofsspinnare. Inga underarter finns listade i Catalogue of Life.